# ツー・ムーンズ

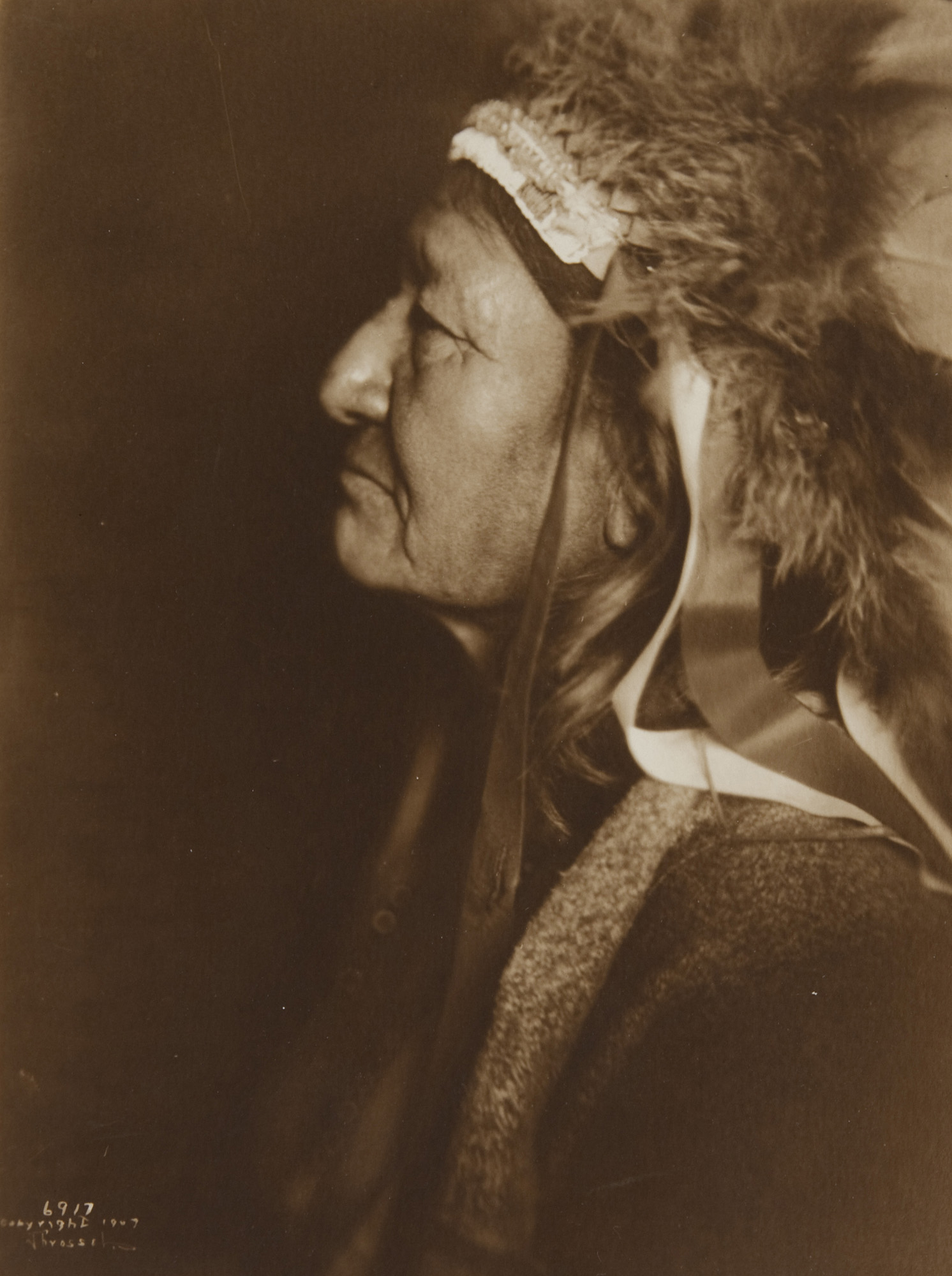
ツー・ムーンズ

ツー・ムーンズ（Two Moons、1847年 - 1917年）は、北米インディアンシャイアン族の戦士。正式な名前は、イシャイニシュス（Ishaynishus、二つの月）である。

## 人物
北部シャイアン族の、「狐戦士団」の戦士の一人だった。父親はアリカラ族のキャリーズ・ザ・オッター。1870年代における、平原部族の合衆国に対する抵抗戦で活躍した戦士。
イシャイニシュスのバンドは1877年に合衆国に降伏し、保留地への強制移住を受け入れた。イシャイニシュスは退屈な保留地生活を選ばず、かつての宿敵ネルソン・マイルズ将軍のもとでインディアン斥候を務めた。
イシャイニシュスは白人とうまく付き合えたのでマイルズの信頼を得、マイルズから北部シャイアン族インディアン保留地の「大酋長」に任命された。マイルズは保留地の「指導者」として彼にこの役職を与えたが、インディアン社会には部族を代表する「大酋長」というような「指導者」は存在しない。マイルズの考えとは別に、イシャイニシュスは酋長本来の「調停役」を務め、リトル･クロウ酋長たちのバンドの、キーオ砦への投降を呼びかけた。
シャイアン族は合衆国によって部族を二つに分断され、片方がオクラホマへ強制移住させられた。この時代の保留地は、外へ出ることを許されない強制収容所だった。このなか、ダル・ナイフ酋長とリトル・ウルフ酋長はオクラホマの保留地を脱走し、北の故郷へ絶望的な逃避行を行った。このあとイシャイニシュスは白人から「シャイアン族の代表」に指名され、保留地条約に署名（×印を書くだけである）した。
インディアン部族を合衆国に従わせるための政策だった部族使節団に招かれ、何度かワシントンD.C.を訪れた。インディアンの文化を理解できない白人たちからは、「マナーと礼儀にユニークな感覚を持った、背の高い人物」と評された。
1914年には、ウッドロウ・ウィルソン合衆国大統領と面会し、劣悪な保留地の状況について抗議を行っていて、このあと記念硬貨のモデルになった。モンタナの高速道路212号線の脇に墓がある。

## 戦績
- クルック将軍率いる米軍と、スー族・シャイアン族との戦い「ローズ・バッドの戦い」
- カスター中佐率いる米軍と、スー族・シャイアン族、アラパホー族との戦い「リトルビッグホーンの戦い」（1876年）
- 米軍とスー族・シャイアン族との戦い「ウルフ・マウンテンの戦い」（1877年）（「ピラミッド・ビュッテの戦い」とも呼ばれる）